# Sucesos de El Ejido
Los sucesos de El Ejido fueron unas protestas y altercados que tuvieron lugar del 5 al 7 de febrero de 2000 en El Ejido, Andalucía, España. 
El desencadenante fue el asesinato de tres vecinos españoles de El Ejido a manos de diferentes inmigrantes marroquíes, trabajadores de los invernaderos. Tuvo una amplia repercusión mediática a nivel nacional e internacional en la que el interés por las víctimas mortales fue desplazado por acusaciones de xenofobia y racismo hacia los ejidenses, y las condiciones de vida de los inmigrantes en general en dicha localidad.  
En El Ejido los inmigrantes constituían alrededor de un tercio de la población como mano de obra de los cultivos bajo plástico.

## Los hechos

### 22 de enero de 2000: asesinato de José Ruiz Funes y Tomás Bonilla
El sábado 22 de enero de 2000 fueron asesinados en El Ejido dos agricultores. Según se supo después el autor fue Cherki Hadij, un temporero marroquí empleado por uno de ellos. Al primer agricultor lo golpeó repetidamente con una piedra, porque le había recriminado que estuviese apaleando a un perro. Al segundo, que detuvo su camioneta para auxiliar al primero, lo degolló con un cuchillo. Hadij sería condenado a 35 años de prisión por la Audiencia Provincial de Almería. El domingo 30 de enero tuvo lugar una concentración de protesta en la Plaza Mayor con el lema «El Ejido contra la violencia», en la que los reunidos portaban pancartas con frases como «Sí a los inmigrantes, pero documentados», «Ilegales no, responsables Almería ACOGE y empresarios» o «Extranjeros, sí; asesinos, no».

### 5 de febrero de 2000: asesinato de Encarnación López
Seis días después, el sábado 5 de febrero, era apuñalada mortalmente en un mercadillo Encarnación López, de 26 años. El autor, que fue detenido, era un inmigrante marroquí que estaba en tratamiento psiquiátrico (tenía una esquizofrenia paranoide diagnosticada y por esta razón su condena sería solo de once años de cárcel). Ese mismo sábado hubo concentraciones pacíficas de protesta que por la noche y durante la madrugada derivaron en una brutal ola de violencia xenófoba que acabaría causando veintidós heridos (siete inmigrantes, nueve policías y seis ejidenses). Según relató el diario El País,  «decenas de vecinos arrasaron locales con sello extranjero, como una mezquita, locutorios telefónicos, carnicerías y restaurantes e incendiaron varios coches». Hubo incluso un intento de linchamiento a un grupo de inmigrantes que se habían refugiado en los aseos de una cafetería  y que fue evitado por la policía que los sacó de allí y los metió en una furgoneta.

### 6 al 8 de febrero de 2000: disturbios, manifestaciones y presencia policial
La ola de violencia se recrudeció el domingo día 6, lo que obligó al ministro del Interior, el popular Jaime Mayor Oreja, a ordenar el envío de 500 agentes de refuerzo procedentes de Murcia y de Valencia, que se sumaron a los 150 policías ya desplegados y a la unidad de intervenciones de la Guardia Civil. Durante ese día se produjeron «continuas persecuciones de inmigrantes, apedreamientos, cortes de carreteras, incendios de vehículos y destrozos de negocios y locutorios. Los enfrentamientos más intensos ocurrieron en Las Norias, donde por la mañana se registró también la mayor carga de la policía, que lanzó gases lacrimógenos y pelotas de goma contra unos 300 vecinos armados con bates de béisbol, palos y barras de hierro». Solo hubo una tregua por la tarde cuando se celebró el entierro de la joven asesinada, pero por la noche se reprodujeron los ataques. «Primero, un centenar de jóvenes con palos incendiaba cinco vehículos al tiempo que profería amenazas y gritos contra los habitantes de la barriada [de Las Norias], en su mayoría extranjeros. Luego, incendiaban la puerta y la fachada de una casa en cuyo interior había siete personas, entre ellas dos adolescentes. Las víctimas lograron huir saltando desde el primer piso de la vivienda a una furgoneta que la Guardia Civil les había preparado». Durante los sucesos también fueron objeto de amenazas y de ataques policías, políticos y periodistas. Se  destrozaron cámaras y un fotógrafo de La Voz de Almería fue pateado. Hasta el subdelegado del Gobierno en Almería, Fernando Hermoso, estuvo cerca de ser linchado cuando alguien lo señaló gritando «ese es quien firma los papeles a los inmigrantes» y un grupo muy numeroso de personas que habían asistido a la misa por Encarnación López se abalanzó sobre él golpeándolo bruscamente. Para dificultar la llegada de los refuerzos policiales se cortaron las carreteras.

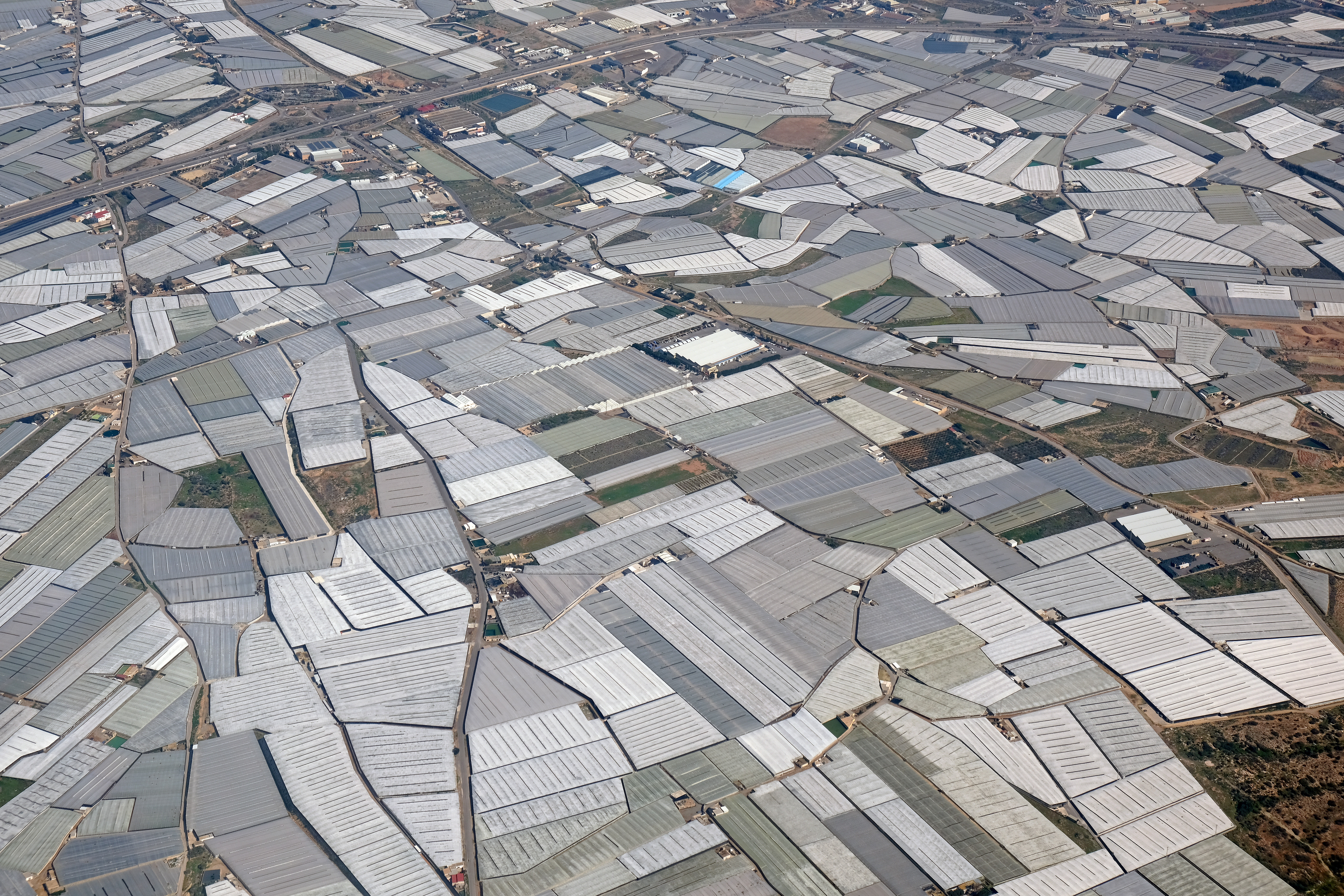
«Mar de Plástico» en los alrededores de El Ejido.

Un momento de máxima tensión se produjo en la mañana del domingo cuando unos cien inmigrantes marroquíes se concentraron brazos en alto en Las Norias para dejar constancia de que no tenían nada que ver con los asesinatos, «pero no les dejaron». Según narró el diario El País, «los insultos proferidos contra ellos y las agresiones ―les apedrearon y atacaron con palos, barras metálicas y bates― derivaron en una batalla campal en la que tuvieron que intervenir las unidades antidisturbios. Situaciones de tensión similares se vivieron en Santa María del Águila [el barrio de la joven asesinada], cuyos accesos permanecieron cortados todo el día y donde los comerciantes del mercadillo donde cayó apuñalada Encarnación López salieron a manifestarse con sus coches dando gritos contra los extranjeros. Anoche [la del domingo], en este barrio, 200 personas asaltaban y destrozaban de nuevo la sede de la Federación de Mujeres Progresistas y quemaban otros cinco coches». Tras ser asaltadas sus viviendas un grupo de unos veinte inmigrantes, mujeres y niños en su mayoría, encontraron refugio en la Comisaría de Policía. Otros pasaron la noche en casas de amigos y conocidos.  Además de la sede de la Federación de Mujeres Progresistas, cuyos ordenadores y archivos fueron destrozados,  también fue asaltada la de la ONG Almería Acoge ―sus archivos fueron quemados y esparcidos por la calle―.
Según las periodistas de El País que firmaban el artículo publicado el lunes 7 de febrero, salvo en algún caso, «el papel policial fue pasivo. No se actuó para impedir el ataque y saqueo de restaurantes, carnicerías y locutorios telefónicos» y «no se practicó ni una sola detención, salvo la de un inmigrante marroquí que había intentado agredir con arma blanca a un agente».
Un portavoz de la Asociación de Trabajadores Inmigrantes Marroquíes en España (ATIME), tras anunciar que se personaría como acusación particular contra el presunto asesino, declaró: «Se ha confundido a un criminal con todo un colectivo que lo único que está haciendo es trabajar honradamente». Por su parte, el ministro del Interior, Jaime Mayor, apeló a la «serenidad, la calma y la tranquilidad» y advirtió de que la ley «caerá implacablemente tanto sobre el asesino como sobre los que se tomen la justicia por su mano y utilicen la violencia en un sentimiento de venganza». «No cabe aplicar la ley de la selva», dijo. El presidente de la Junta de Andalucía, el socialista Manuel Chaves también hizo un llamamiento a la serenidad y  propuso «avanzar en todas las medidas encaminadas a mejorar las condiciones de vida, vivienda y empleo de todos los ciudadanos que trabajan en esta localidad, incluidos los magrebíes». En cambio, el alcalde de El Ejido, Juan Antonio Enciso (del Partido Popular, del que sería expulsado en 2005, fundando a continuación el Partido de Almería), responsabilizaba implícitamente de los incidentes a los inmigrantes al reclamar más policía para «controlar a personas que pueden infundir sospechas». «Somos la puerta de África y es imposible controlar a todas estas personas que entran ilegalmente», dijo.
El lunes 7 de febrero una huelga general paralizó la población. A las 11 de la mañana se organizó una manifestación que partió de Santa María del Águila, el barrio de la joven asesinada. Custodiada por la policía transcurrió pacíficamente hasta llegar a la Plaza Mayor donde se desató el caos. «Más de tres mil personas corrían por la calle sin ningún control y se produjeron una gran cantidad de enfrentamientos. La mayoría de los exaltados eran varones jóvenes que habían utilizado una página web, “arde Almería” para planear los ataques. Pero a través de dicha página no solo se animó a los jóvenes de El Ejido para que saliesen a la calle en busca de venganza, también se convocaron a los jóvenes de Vícar, El Parador, La Gangosa y Roquetas para que saliesen en busca de “justicia” en sus correspondientes núcleos urbanos. Estos jóvenes iban armados con bates de béisbol y permanecieron en todo momento con el rostro tapado».
El martes 8 de febrero los inmigrantes no acudieron a trabajar a los invernaderos. «La huelga, indefinida inicialmente, duró dos días. El 10 de febrero, las asambleas de migrantes y las asociaciones empresariales y sindicales de Almería, alcanzaban un acuerdo refrendado por el Gobierno de España y de la Junta de Andalucía. El documento incluía la garantía de proteger la seguridad de los trabajadores extranjeros, el alojamiento urgente de las más de 400 personas que perdieron sus viviendas, la creación de un fondo social para indemnizar las pérdidas que hubiesen podido sufrir, el compromiso de los empresarios para que los migrantes tuviesen representación en el convenio del campo y la creación de una comisión de seguimiento que velase por la ejecución de los acuerdos. Nunca se cumplieron».
Once años después se constataba que muy poco se había avanzado. «A pesar de reconocer los errores del pasado aún sigue habiendo [en 2011] miles de inmigrantes que viven en situaciones precarias, los contratos de trabajo y los sueldos no han mejorado y en el ambiente sigue flotando esa rabia contenida. La segregación está a la orden del día y cada día que pasa es más definida».

## Consecuencias
El 22 de julio de 2002 el marroquí Cherki Hadij, fue declarado culpable del asesinato de Ruiz Funes y Bonilla, y condenado a 35 años de cárcel por la Audiencia Provincial de Almería.
El 21 de octubre de 2003 la Audiencia Provincial de Almería condenó a 11 años de cárcel a Lesbir Fahim por el asesinato de la joven Encarnación López.

## Causas
En 2002 el profesor Manuel Ángel Río Ruiz, entonces en la Universidad de Jaén, analizó el «caso de El Ejido» llegando a la conclusión de que la causa principal de la violencia desatada contra los inmigrantes fueron las «fracturas o grietas» que se habían producido en el «modelo de segregación étnica» de la población extranjera que existía en la localidad, como consecuencia de la «avalancha» de inmigrantes que se produjo en la década de 1990 producto del «boom» de los cultivos bajo plástico. «Al multiplicarse (aproximadamente por cinco en menos de una década) el número de inmigrantes, la dinámica migratoria que sostiene la actividad económica del pueblo empieza a mostrar sus límites y sus efectos perversos: se hace cada vez más difícil de gobernar bajo el principio ―que yo no defiendo, sino intento analizar― de la coexistencia sin convivencia con los inmigrantes; un principio de organización social de las relaciones interétnicas que pasa por reducirlas al mínimo; un ideal de vida en común de grupos étnicos formando “rectas paralelas” que amplias franjas de poblaciones expuestas y sujetas a dinámicas migratorias similares a las del Ejido van convirtiendo en prioridad a medida que en Andalucía y España aumenta la diversidad étnica y la alarma social ante el “fenómeno de la inmigración”».
Once años después de lo sucedido un hombre que participó en la oleada de violencia ―entonces tenía 35 años― manifestó lo siguiente cuando fue entrevistado por una investigadora de la Universidad de Almería:

La gente se enfadó mucho [al conocerse el asesinato de Encarnación López]. Todos salimos a la calle a aporrear a los moros. Los moros son los peores. Ellos solo quieren trabajar para ganar dinero y mandarlo todo a Marruecos. Les estuvo bien empleado. Yo no me fio de ninguno aunque alguno bueno habrá. Mi mujer no quería que saliese a la calle por si me pasaba algo, pero todos mis amigos estaban ahí y yo no iba quedarme atrás. Había que pararles los pies como fuese.
 Yo lo que digo es que vengan, trabajen y se vayan a su país. Cuando se quedan sin trabajo lo único que hacen es sentarse en los bancos y meterse con las mujeres. También roban y destrozan muchos invernaderos por las noches. Pues ya se sabe que la pobreza es muy mala pero que se estén quietos. Ahora con la crisis hay muchos españoles en paro, pues que se vayan a su país y que dejen trabajar a los españoles que ellos ya han ahorrado. Que esa es otra, aquí no se gastan ni un duro. Todo el dinero lo mandan a sus países.
 Se meten siete u ocho ahí, todos en el mismo piso para no gastarse ni un duro o viven en cortijos que ellos hacen robando de aquí y de allí. A mi quien me da lástima son los niños y las niñas que no van a la escuela. Y las niñas que tienen que llevar ese pañuelo en la cabeza con el calor que hace. Ellos esconden a sus mujeres pero con las nuestras bien que se meten.
Nosotros lo que queríamos es que se hiciese justicia. A los moros aquí nunca les pasa nada, con la cosa de que no tienen nada. Estamos arreglados. Pues yo estuve con mis amigos porque no podíamos dejar que ellos tomaran el control. Además, había que apoyar a la familia de la muchacha que mataron. Yo no rompí nada pero sí grite.
[¿Cree que hay racismo en El Ejido?, le pregunta la entrevistadora] Racismo, racismo yo creo que no. Pero a los moros que se portan mal deberían de mandarlos a su país de vuelta. Así seguro que aprenderían.

## Controversia en medios de comunicación
El suceso generó un gran interés en la prensa local, regional y nacional de la época, copando el contenido de los informativos y programas de actualidad. La cobertura del suceso en medios internacionales desplazó a El Ejido a multitud de prensa extranjera.
El relato sensacionalista, incluso de las cabeceras nacionales de mayor prestigio, contenía información falsa o equivocada sobre la segregación social como desencadenante de los disturbios y sobre los acontecimientos que estaban teniendo lugar en cuanto al número e identidad de muertos, heridos y detenidos. Se trató, más que de una reinterpretación de los sucesos, de la negación de los tres asesinatos cometidos, siendo éste un exponente de negacionismo. Tan pronto como decreció el interés del público por el asunto cesó la información sobre El Ejido. Se desaprovechó la posibilidad de prestar atención a los problemas específicos de las condiciones de trabajo de los trabajadores del campo en general, y de los inmigrantes en particular, las circunstancias culturales y sociales que determinan la integración o asimilación de los inmigrantes marroquíes y africanos, y la magnitud real del a la xenofobia y al racismo en España.

Este fin de semana, en El Ejido, la vida de un inmigrante, y menos aún sus propiedades, no valía un duro. Todo el odio, larvado durante años entre dos comunidades que se necesitan económicamente y que se rehúyen socialmente, estalló en una orgía vandálica que no respetó a nada ni nadie ajeno al propio pueblo. Una explosión de violencia espontánea, sin organización ni líderes. Lo más temible para la policía.
El País

Cientos de vecinos se lanzan a “la caza del moro” y al destrozo.
El Mundo

Grupos organizados de xenófobos e inmigrantes se enfrentan en El Ejido.
ABC

El interés de la prensa internacional se explica, en parte, por la campaña de desprestigio del campo español frente a la negociación de los cupos de importación hortícola marroquí en la UE, por cuyo incremento se habían posicionado tanto Reino Unido como Francia.

Uneasy truce as Spain reels from racial unrest. (en español: Tregua inquietante mientras España se tambalea por los disturbios raciales.)
The Guardian

Un año después de los sucesos de El Ejido, no sólo ha cambiado nada allí sino que la situación global de la inmigración en España se ha deteriorado.
Sami Naïr, Eurodiputado francés. El País, 4/02/2001

## Memoria histórica
A finales de enero de 2019, a punto de cumplirse el decimonoveno aniversario de los sucesos, Vox, el partido político más votado en El Ejido en las elecciones andaluzas celebradas el mes anterior con el 30% de los sufragios, nombró como nuevo coordinador local al hijo de «uno de los agricultores asesinados antes de los disturbios de febrero del año 2000 en el Poniente», según se explicó en un tuit.
Al año siguiente, con motivo del vigésimo aniversario de los sucesos, el diario andaluz Ideal, publicaba un artículo titulado «Veinte años de aquellos 'sucesos' de El Ejido» en el que los calificaba como un «brote de tensión» «a propósito de tres asesinatos cometidos por inmigrantes sobre ciudadanos de esta localidad almeriense». «Fueron tres muertes violentas en apenas una semana, a manos de dos inmigrantes y sobre población local, que desataron la única reacción violenta global que se conoce en la historia reciente de la provincia [de Almería] contra la inmigración». «[Eran] protestas de la población autóctona ante las situaciones de inseguridad que estaban viviendo y que se habían visto desbordadas por tres asesinatos en muy pocos días». «No pocos ejidenses denunciaron que hasta la localidad habían llegado un grupo de alborotadores que estaban protagonizando parte de estos actos; un 'modus operandi' que se ha repetido en los siguientes 20 años en todos los focos de conflicto social que se ha producido en el país». El artículo finalizaba afirmando que en la actualidad «el nivel de integración [de los inmigrantes] es muy alto, aunque desde las diferentes administraciones no se ha logrado solucionar la existencia de guetos y poblados de infravivienda que, en los últimos años, han crecido sobremanera en poblaciones como El Ejido o Níjar».
La Marea, en su versión digital, también publicó un artículo con motivo del vigésimo aniversario de los sucesos que calificó como «el primer brote xenófobo en España», haciendo hincapié en que «veinte años después, el partido de extrema derecha Vox es el segundo más votado en El Ejido, una ciudad donde conviven millonarios con miles de trabajadores viviendo en condiciones infrahumanas en chabolas de plástico y antiguos cortijos en ruinas por los que pagan alquileres desorbitados. ONG con proyectos en algunos de los países más pobres del planeta tienen que seguir yendo semanalmente a prestarles atención sanitaria. Sin luz ni agua corriente, sobreviven en ese cuarto mundo que nuestras sociedades enriquecidas se han acostumbrado a albergar como engranaje imprescindible de su motor económico». «El Ejido debe permanecer indeleble en nuestra memoria histórica: un aviso de lo que ocurre cuando las leyes excluyen a una parte de las personas de su condición ciudadana, cuando se normalizan las castas sociales, cuando, en definitiva, institucionalmente se sientan las bases de un apartheid», concluía el artículo.
Un año antes elDiario.es, que calificó los hechos de «oleada de violencia racista sin precedentes», había entrevistado a Juan Miralles director de la ONG Almería Acoge cuya sede en El Ejido fue asaltada y saqueada durante los sucesos. Miralles manifestó lo siguiente: «Si se deja que sea la masa, no la población o los ciudadanos, sino la masa convertida en turba quien controle la situación y decida lo que está bien y mal, pasan esas cosas»; «se dijo que el único que podía intervenir era el Ayuntamiento, y evidentemente no lo hizo bien, porque era demasiado parcial para gestionarlo bien»;  «lo más sencillo fue reconstruir la mezquita a la que pegaron fuego, nuestro centro o las carnicerías halal; lo más difícil es recuperar lo que se ha trabajado de años de ir eliminando las sospechas, recelos, estereotipos, que haya contacto y se pase de la coexistencia a la convivencia».